# James Perch
James Robert Perch (Mansfield, 28 september 1985) is een Engels voetballer die bij voorkeur als verdediger speelt. Hij verruilde in 2013 Newcastle United voor Wigan Athletic.

## Clubcarrière

### Nottingham Forest
Perch is een jeugdproduct van Nottingham Forest. Hij debuteerde voor The Reds in 2004 als centrale verdediger. Nadien speelde hij ook nog als linksachter, rechtsachter en defensieve middenvelder. In het seizoen 2006-2007 scoorde hij vijf doelpunten en werd hij derde in de verkiezing van Speler van het Jaar. De winnaar werd Grant Holt.

### Newcastle
Op 5 juli 2010 tekende Perch een vierjarig contract bij Newcastle United. Hij kreeg het rugnummer 14. Hij debuteerde op 16 augustus 2010 tegen Manchester United. Op 18 september 2010 haalde hij een nieuw Premier League record. Hij was de eerste speler in de geschiedenis van de Premier League die in zijn vijf eerste wedstrijden telkens een gele kaart kreeg. Het vorige record stond op naam van Edgar Davids, die in zijn eerste vier wedstrijden voor Tottenham Hotspur vier gele kaarten ontving. Tijdens het seizoen 2011-2012 kreeg hij meer speelkansen nadat Steven Taylor uitviel met een zware blessure. Perch wisselde vaak tussen de positie van linksachter en die van defensieve middenvelder. Op 1 april 2012 kreeg Perch het aan de stok met Liverpool-doelman Pepe Reina. Hij gaf de doelman een kopstoot wat hem een rode kaart opleverde. Op 26 december 2012 scoorde hij op Boxing Day tegen Manchester United na vier minuten zijn eerste doelpunt voor Newcastle United.

### Wigan Athletic
Op 3 juli 2013 tekende Perch een vierjarig contract bij Wigan Athletic. 
1 Dieng ·
2 Kakay ·
3 Wallace ·
4 Dickie ·
5 De Wijs ·
6 Barbet ·
7 Johansen  ·
8 Amos ·
9 Dykes ·
10 Chair ·
11 Austin ·
12 Ball ·
13 Archer ·
14 Thomas ·
15 Field ·
16 McCallum ·
17 Dozzell ·
19 Gray ·
20 Dunne ·
21 Willock ·
22 Odubajo ·
32 Walsh ·
33 Barnes ·
34 Duke-McKenna ·
37 Adomah ·
Coach: Warburton